# Humber-Brücke
Die Humber-Brücke ist mit einer Mittelspannweite von 1410 Metern eine der längsten Hängebrücken und überspannt seit 1981 in der Nähe von Kingston upon Hull den Humber zwischen Hessle und Barton-upon-Humber in England.
Nach ihrem Bau war sie etwa 17 Jahre lang die längste Hängebrücke der Welt.

## Geschichte
Seit langer Zeit stellte das Ästuar des Humbers einen Nachteil für die wirtschaftliche Entwicklung der beiden Uferregionen dar. So gab es schon vor weit über hundert Jahren Überlegungen, entweder einen Tunnel oder eine Brücke zu bauen.
Der erste ernsthafte Vorschlag einer Querung des Humbers war eine Tunnelvariante aus dem Jahr 1872. Sie wurde von Händlern und Kaufleuten aus Hull unterstützt, da sie mit der damaligen Fährverbindung unzufrieden waren. Im Laufe der nächsten hundert Jahre wurden verschiedene Vorschläge zur Schaffung einer festen Verbindung zwischen beiden Ufern unterbreitet.
Im Jahr 1928 wurde vom Stadtrat Hulls der Plan gefasst, eine Brücke vier Kilometer westlich der Stadt zwischen Hessle auf der Nord- sowie Barton-upon-Humber auf der Südseite des Ästuars zu errichten. Als Großbritannien jedoch kurz darauf von der Weltwirtschaftskrise 1929 erfasst wurde, verschwand das Vorhaben spurlos.
Erneute Pläne für eine Brücke wurden in den 1930ern gefasst und 1955 überarbeitet. Der 1959 beschlossene Humber Bridge Act wurde von der Kingston Upon Hull Corporation gefördert. Infolgedessen wurde das Humber Bridge Board gegründet. Es hatte die Aufgabe, die nötigen Geldmittel für den Brückenbau bereitzustellen sowie das für die Zufahrtsstraßen benötigte Land aufzukaufen.
Jedoch schien es bis 1966 unmöglich, den finanziellen Aufwand zu bewältigen. Um seine Regierung zu erhalten, setzte sich Premier Harold Wilson gegen seine Verkehrsministerin Barbara Castle durch und sanktionierte den Brückenbau.
Bestürzt über die lange Zeit des Wartens auf eine feste Querung, verfasste Christopher Rowe ein Protestlied mit dem Titel The Humber Bridge.
Der Bau der Brücke begann schließlich am 26. Juli 1972. Die Planung des Baus hatten Freeman Fox & Partners (mit heutigem Namen Hyder Consulting) übernommen. Der Überbau wurde von einem Joint Venture unter Leitung von Sir William Arrol & Co. ausgeführt, zum damaligen Zeitpunkt Teil von Northern Engineering Industries plc. Die anderen Partner waren Cleveland Bridge & Engineering Co., John Thompson Ltd. und Dorman Long.
Die Brücke wurde nach neunjähriger Bauzeit am 24. Juni 1981 für den Verkehr freigegeben und am 17. Juli 1981 durch Elisabeth II. feierlich eingeweiht.

## Finanzierung
Das unter den Erwartungen liegende jährliche Verkehrsaufkommen auf der Brücke mit den damit verbundenen geringeren Mauteinnahmen zur Schuldentilgung führt dazu, dass Mautgebühren länger erhoben werden müssen, als ursprünglich angedacht war.
Dass die Brücke als einzige im Vereinigten Königreich auch für Motorräder Mautgebühren erhob, führte 2004 zu einer ungewöhnlichen Art von Protest: Um den nachfolgenden Verkehr möglichst lange zu behindern, ließen sich die Biker mit der Bezahlung an der Mautstation viel Zeit. Sie zogen sich zuerst den Helm und ihre Handschuhe aus, um dann mit möglichst großen Geldscheinen zu bezahlen. Die Polizei registrierte infolge des Protests einen 6 km langen Rückstau. Obwohl viele Briefeschreiber die Abschaffung der Gebühren für Motorräder forderten, blieben sie weiterhin bestehen.
Um den Unterhalt der Brücke auch weiterhin gewährleisten zu können, verabschiedete das Britische Parlament 1996 den Humber Bridge (Debts) Act; mit diesem wurde die Finanzstruktur des Humber Bridge Board neu organisiert. Der Großteil der Schulden wurde zwar ausgesetzt, jedoch nicht völlig erlassen. Nun da der aktive Teil der Schulden abgebaut wird, werden sie schrittweise reaktiviert.
Im Jahre 2006 wurde dem Parlament eine von der Abgeordneten Shona McIsaac befürwortete Gesetzesvorlage vorgelegt. Die Vorlage hätte Änderungen am Humber Bridge Act 1959 bedeutet. Diese Änderung sollte mautfreie Brückenüberfahrten anlässlich medizinischer Behandlungen erlauben sowie zwei Mitglieder des Humber Bridge Board zu Repräsentanten des NHS ernennen. Obwohl die Vorlage sogar auf parteiübergreifende Zustimmung stieß (und von Innenminister David Davis sowie allen anderen Parlamentsmitgliedern North Lincolnshires und East Yorkshires unterstützt wurde), hatte man später in diesem Jahr nicht mehr genügend Zeit zur Umsetzung.
Am 1. September 2007 wurde mit Unterstützung der Cancer Patients Involvement Group, der Road Haulage Association, der Europaabgeordneten Diana Wallis sowie Vertretern der Wirtschaft eine Protestaktion an der Brücke inszeniert. Die Regierung antwortete auf die Aktion, eventuelle Zugeständnisse oder Erlässe bei den Mautgebühren der Brücke seien eine Angelegenheit des Humber Bridge Board.
Angesichts steigender Mautgebühren starteten im Oktober 2008 der Scunthorpe Telegraph, der Grimsby Telegraph und die Hull Daily Mail eine Kampagne mit dem Ziel der Abschaffung der Gebühren. Lediglich die Reduzierung der Nutzungskosten auf 1 £ wurde als realistische Alternative angesehen.
Der unabhängige Inspektor Neil Taylor befasste sich mit den Vor- und Nachteilen der Maut.
Am 1. April 2012 wurden die Mautgebühren verringert und für Motorräder ganz erlassen.

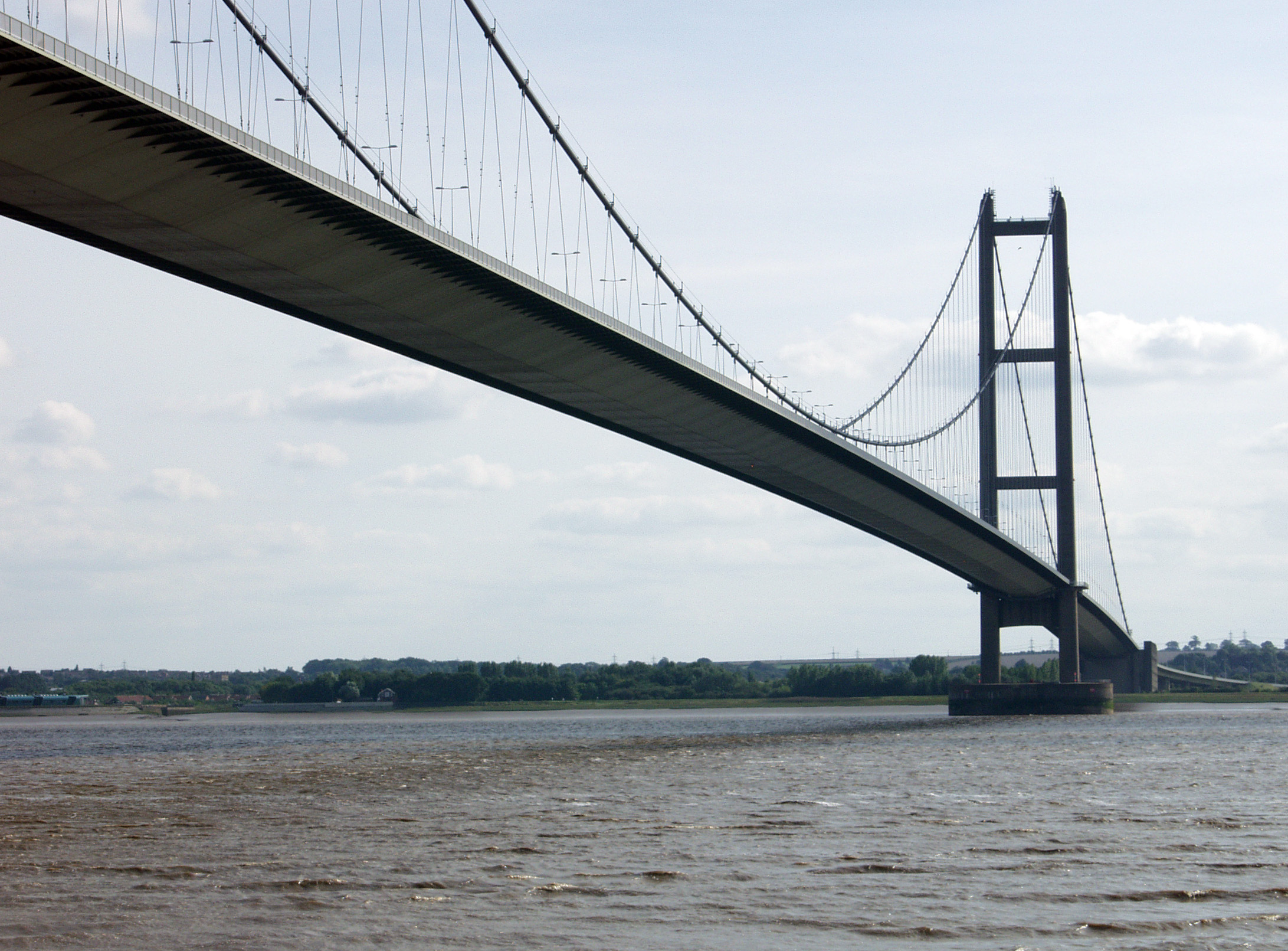
Blick von der Nordseite …
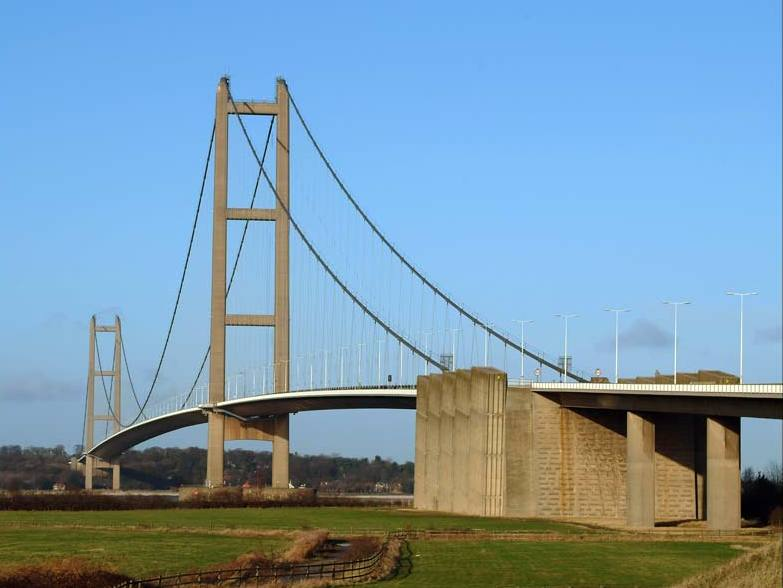
… und von der Südseite

### Maut
Eine einfache Fahrt über die Brücke kostet derzeit (Juli 2021):
- Für Motorräder, Fahrräder und Fußgänger – gebührenfrei
- 1,50 £ für Kfz ≤ 3,5 t
- 4,00 £ für Kfz 3,5–7,5 t sowie für Kfz > 7,5 t mit zwei Achsen und für Busse
- 12,00 £ für Kfz > 7,5 t mit drei oder mehr Achsen

## Technische Daten

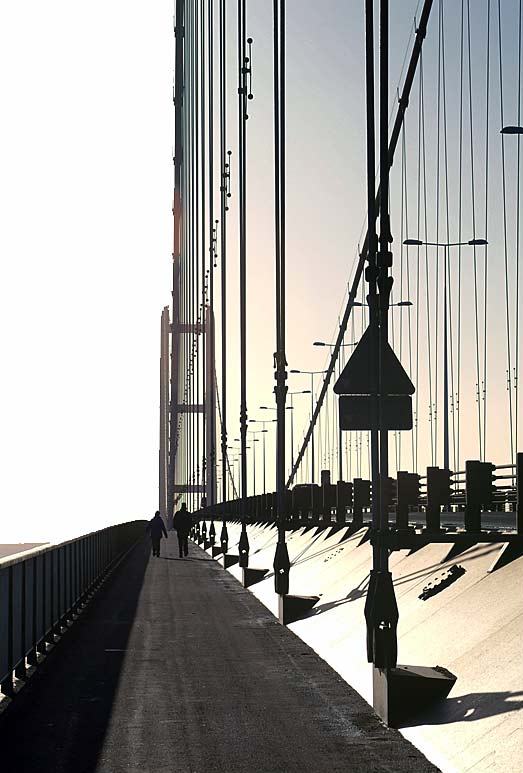
Der Fuß- und Radweg auf der Ostseite der Brücke

Die Brücke trägt eine vierspurige Straße mit jeweils einem Fuß- und Radweg zu beiden Seiten. Auf der Brücke gilt ein durchgehendes Tempolimit von 50 mph (rund 80 km/h).
Die Humber-Brücke ist insgesamt von Ankerblock zu Ankerblock gemessen 2220 m lang. Ihre Spannweite zwischen den Pylonen beträgt 1410 m, die der nördlichen Seitenöffnung 280 m und die der südlichen 530 m.
Jeder Pylon besteht aus einem Paar 155,5 m hohen Stahlbeton-Pfeilern mit Hohlquerschnitt; diese sind am Grund 6 m breit und verjüngen sich nach oben auf 4,5 m. Die Pfeiler wurden in Gleitschalungsbauweise ohne jegliche seitliche Abspannung errichtet. Erst anschließend wurden sie durch einen Querriegel unmittelbar unter dem Brückendeck und durch drei weitere in gleichen Abständen oberhalb der Fahrbahn versteift. Die Pylone sind bei Orkan (Windstärke 12) in der Lage, bis zu 3 m zu schwanken. Die Pylone stehen durch die Erdkrümmung bedingt oben 36 mm weiter voneinander entfernt als unten. Die Fundamente des sich am nördlichen Ufer befindenden Pylons sind 8 m tief. Der südliche Pylon steht im Wasser und hat ein 36 m tiefes Fundament.
Das Brückendeck besteht, wie bei allen von Freeman Fox & Partners seit der Severn-Brücke entworfenen Hängebrücken, nicht aus einem Fachwerkträger, sondern aus einem aerodynamisch geformten, 22 m breiten und 4,5 m hohen Stahl-Hohlkasten, an dem auf beiden Seiten 3 m auskragende Gehwege angebracht sind.
Die Tragseile haben einen Durchmesser von 68 cm. Die Hänger sind nicht senkrecht, sondern abwechselnd schräg nach vorn und schräg nach hinten gespannt, so dass an den Tragkabeln und am Fahrbahnträger immer zwei Hänger an einem gemeinsamen Befestigungspunkt enden und ein zickzackförmiges Muster entsteht.
Die zwei Tragseile bestehen jeweils aus 14.948 Stahlkabeln von 5 mm Dicke. Die Gesamtlänge der für die Brücke verseilten Stahlkabel beträgt 71.000 km. Jedes Tragseil wiegt 19.400 t. Insgesamt wurden 480.000 t Beton für die Brücke verbaut.
Die Brücke hielt bis zur Fertigstellung der Storebælt-Brücke im Juni 1997 16 Jahre lang den Rekord als längste Hängebrücke der Welt. Nachdem 1998 die Akashi-Kaikyō-Brücke eröffnet worden war, fiel sie auf Platz drei dieser Kategorie zurück. Durch den Bau dreier weiterer Hängebrücken in China und einer in Südkorea ist die Humber-Brücke gegenwärtig (Stand Oktober 2018) die achtlängste Hängebrücke der Erde. Seit Beginn ist sie die längste zu Fuß überquerbare Brücke der Welt. Dabei dient sie als Höhepunkt des bekannten Humber Bridge Half Marathon.

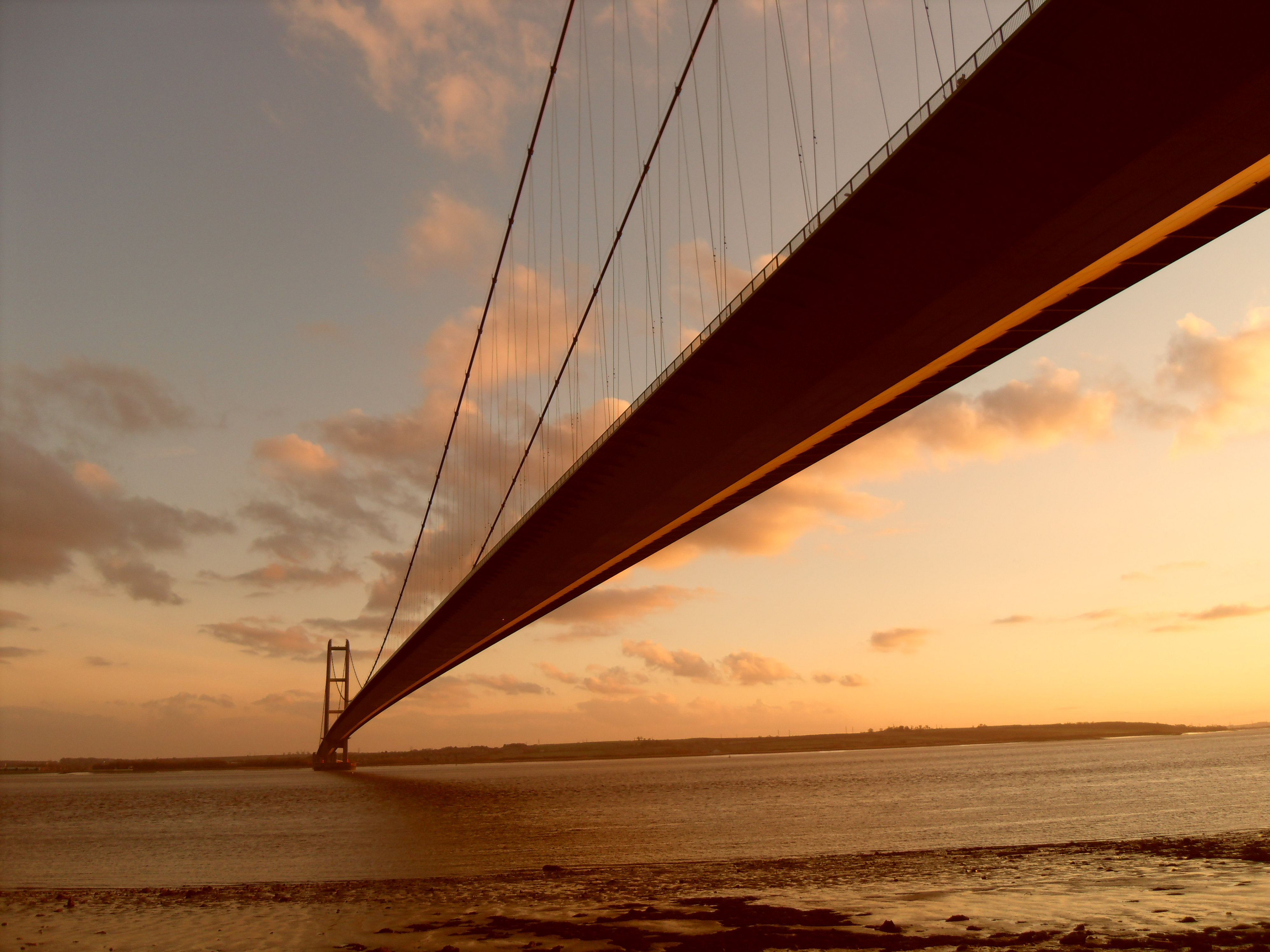
Die Brücke in der Abenddämmerung

Die Entfernung zwischen Hull und Grimsby verringerte sich durch die Brücke um etwa 80 Kilometer. Bevor die Brücke eröffnet wurde, mussten die Pendler die damals zwischen Hull und New Holland verkehrende Fähre benutzen. Eine zweite Möglichkeit war es, mit dem Fahrzeug bei Goole die Ouse sowie bei Scunthorpe den Trent zu überqueren, indem man die Autobahnen M62, M18 und M180 benutzte. Im Jahr 1968 existierte zwischen Grimsby und Hull sogar eine Verbindung per Luftkissenboot. Diese musste jedoch schon bald aufgrund häufiger technischer Mängel eingestellt werden.